# Hebrejská univerzita v Jeruzalémě
Hebrejská univerzita v Jeruzalémě (hebrejsky האוניברסיטה העברית בירושלים‎, ha-Universita ha-ivrit bi-Jrušalajim; arabsky الجامعة العبرية في القدس‎, al-Džamíjat ul-'ibríja fí-l-Quds; anglicky Hebrew University of Jerusalem, HUJI) je druhá nejstarší izraelská vysoká škola otevřená v roce 1925.
V první univerzitní radě byly takové osobnosti jako Albert Einstein, Sigmund Freud, Martin Buber nebo Chajim Weizmann. Hebrejská univerzita spravuje největší židovskou knihovnu. Mezi zdejší akademické pracovníky patří Geršom Šolem, Ješajahu Leibowitz, Daniel Kahneman a Robert Aumann. Mezi absolventy univerzity jsou i tři dosavadní izraelští premiéři a prezidenti. Univerzita se dlouhodobě řadí mezi nejlepší univerzity v Izraeli a ve světě.

## Historie

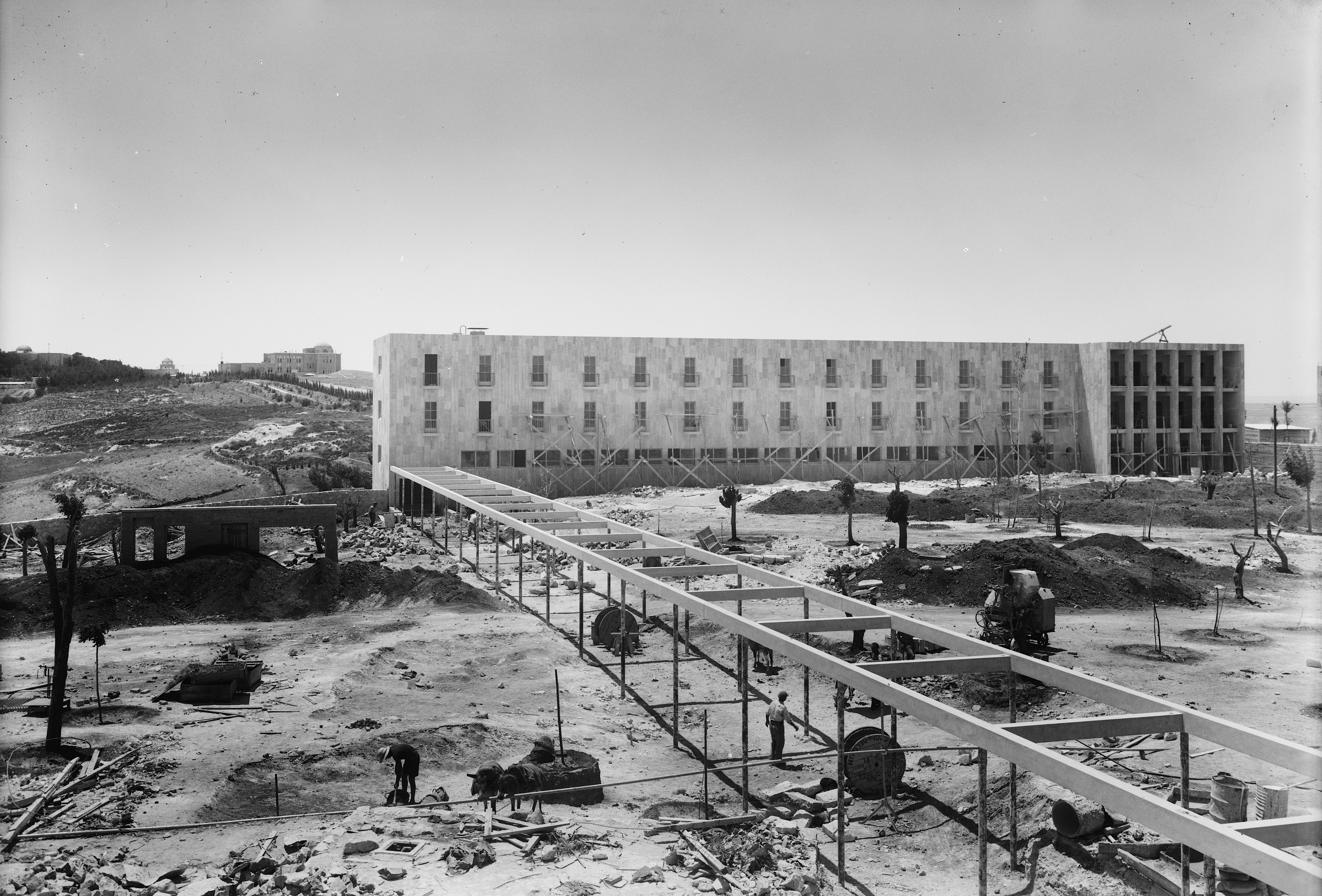
Výstavba Nemocnice Hadasa - Skopus, 1934

Založení Hebrejské univerzity v Zemi izraelské bylo jako jedna ze sionistických vizí navrženo již v roce 1884 na konferenci sionistické organizace Chovevej Cijon v Katovicích. Jedním z hlavních zastánců této myšlenky byl německý fyzik židovského původu Albert Einstein, který univerzitě odkázal své studie a knihovnu.

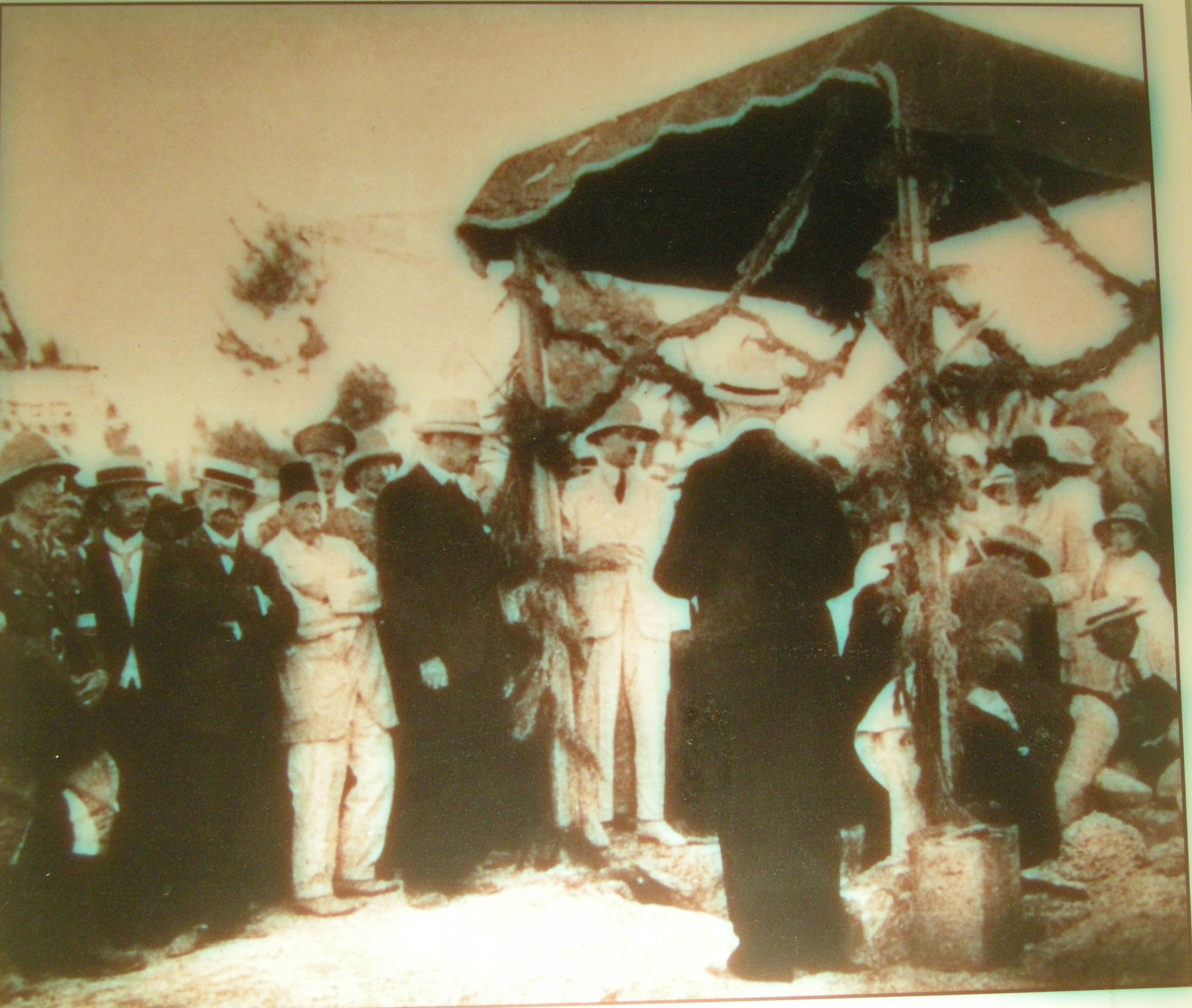
Položení základního kamene na hoře Skopus v r. 1918

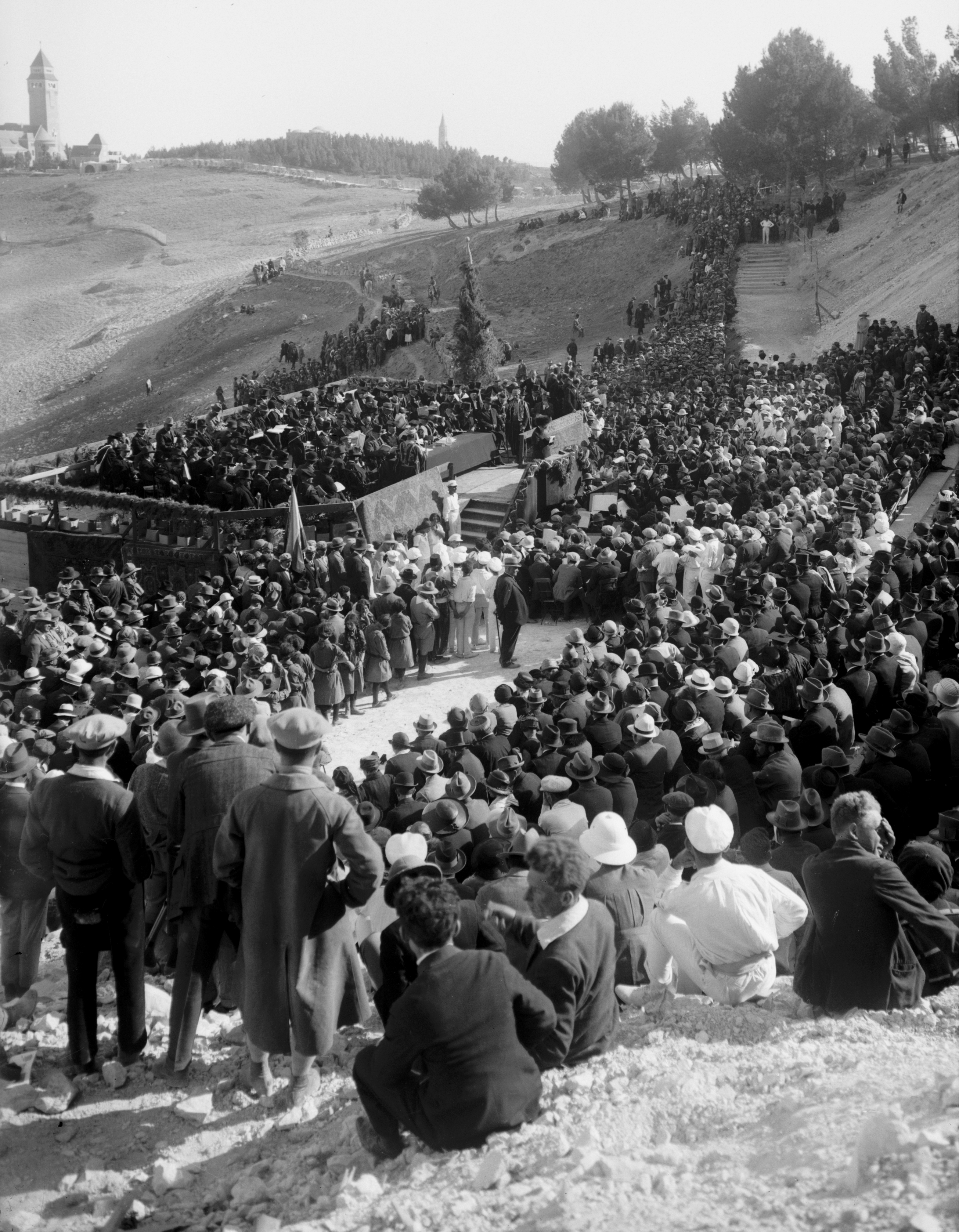
Slavnostní otevření univerzity v r. 1925

Základní kámen univerzity byl položen roku 1918. O sedm let později, 1. dubna 1925, byl slavnostně otevřen univerzitní kampus na hoře Skopus v Jeruzalémě. Otevření se zúčastnily mnohé významné osobnosti, včetně zástupců britské mandátní správy, mezi nimiž byli například lord Arthur Balfour, vikomt Edmund Allenby a sir Herbert Samuel. Prvním rektorem fakulty se stal dr. Juda Leon Magnes. Historicky první přednášku na Hebrejské univerzitě měl Albert Einstein.
V průběhu následujících dvaceti let se univerzita rozvinula ve velkou a uznávanou vzdělávací instituci. Vznikly fakulty přírodních a humanitních věd, medicíny, zemědělských věd (ve městě Rechovot, asi 20 kilometrů jižně od Tel Avivu), Židovská národní knihovna (dnes Izraelská národní knihovna), univerzitní nakladatelství a centrum pro vzdělávání dospělých.
Během izraelské války za nezávislost v roce 1948 Arabové opakovaně napadali horu Skopus na severovýchodě Jeruzaléma a konvoje, které putovaly z Izraelem kontrolovaných částí Jeruzaléma na univerzitu.
Dne 13. dubna 1948 napadli Arabové lékařský konvoj směřující do nemocnice Hadasa, při kterém zmasakrovali sedmdesát sedm židovských lékařů, sester a pacientů, čímž Skopus odřízli od ostatních židovských částí Jeruzaléma. Jordánská vláda odmítla Izraeli po uzavření příměří v roce 1949 umožnit na horu trvalý přístup. Univerzita proto musela přesídlit do nového kampusu ve čtvrti Giv'at Ram v západním Jeruzalémě, který byl dokončen roku 1953. Lékařská fakulta se po několika letech přestěhovala do nového lékařského kampusu ve čtvrti Ejn Kerem v jihozápadním Jeruzalémě, kam se přesunula i nemocnice Hadasa.
V roce 1967 studovalo na univerzitě 12 500 studentů ve dvou kampusech v Jeruzalémě a na zemědělské fakultě v Rechovot. Po sjednocení Jeruzaléma po šestidenní válce v červnu 1967 se univerzita mohla vrátit na své původní místo na hoře Skopus. Po ukončení rekonstrukce v roce 1981 se kampus Skopus opět stal hlavním kampusem Hebrejské univerzity.
V současnosti (2003) má univerzita přibližně 12 000 pregraduálních a 10 000 postgraduálních studentů. V odborných žebříčcích kvality univerzit se umístila na 77., 78., respektive 131. místě na světě.

## Kampusy
Hebrejská univerzita má čtyři kampusy, tři v Jeruzalémě a jeden v Rechovot. K roku 2003 měla 23 tisíc studentů.

### Hora Skopus

Kampus na hoře Skopus
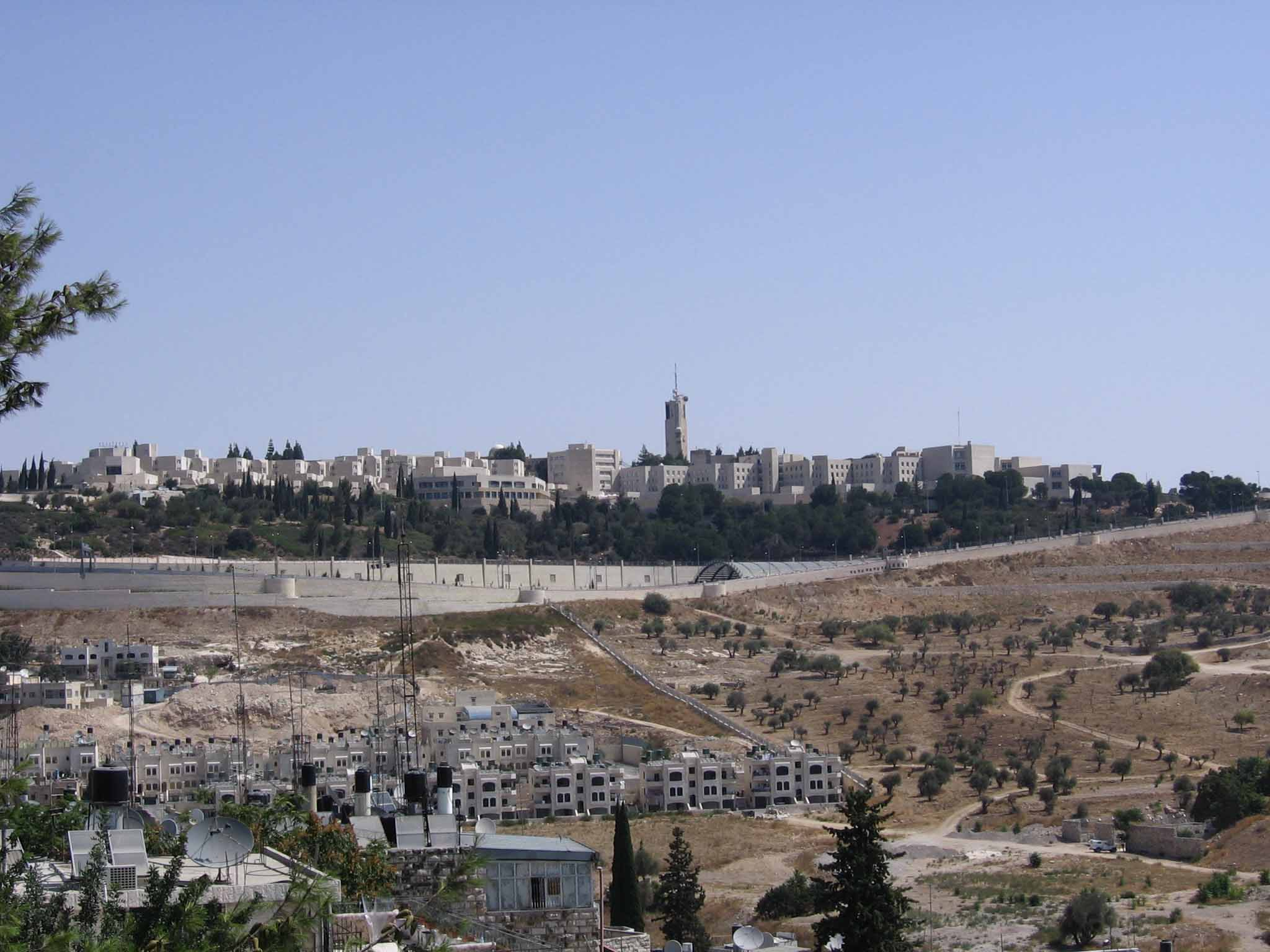
Kampus na hoře Skopus
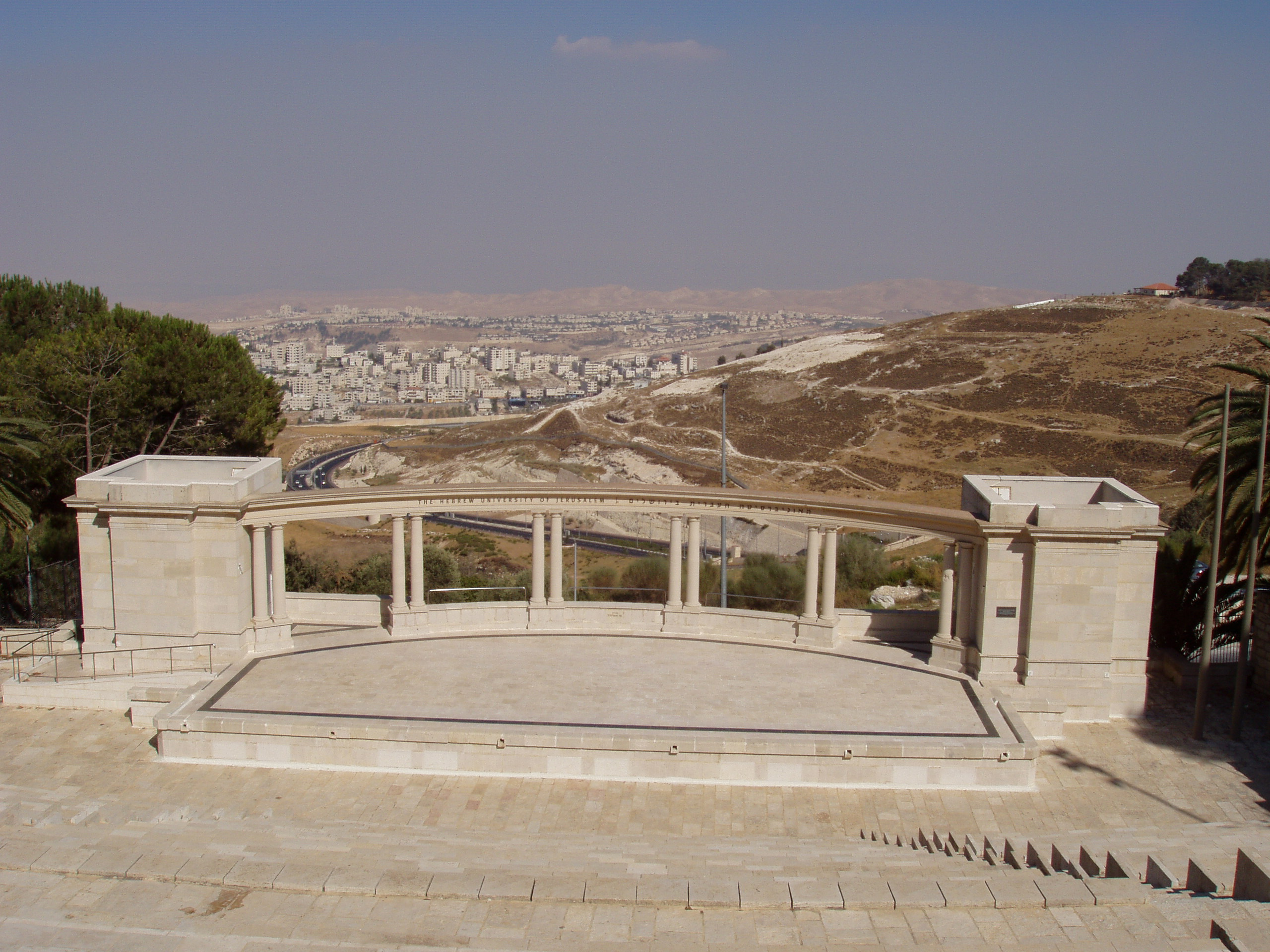
Divadlo na hoře Scopus
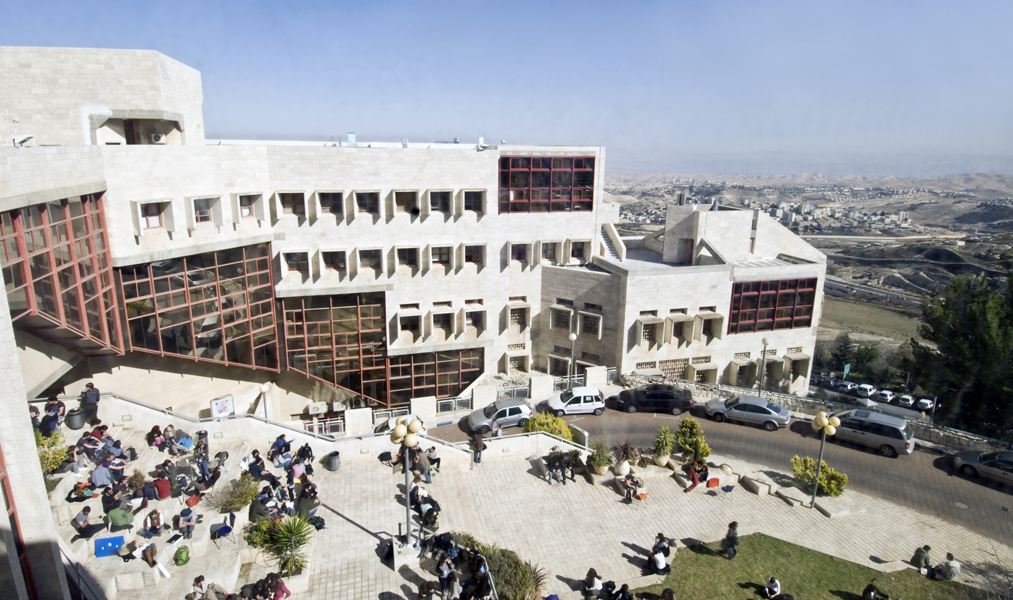
Akademie výtvarných umění a designu - Becalel
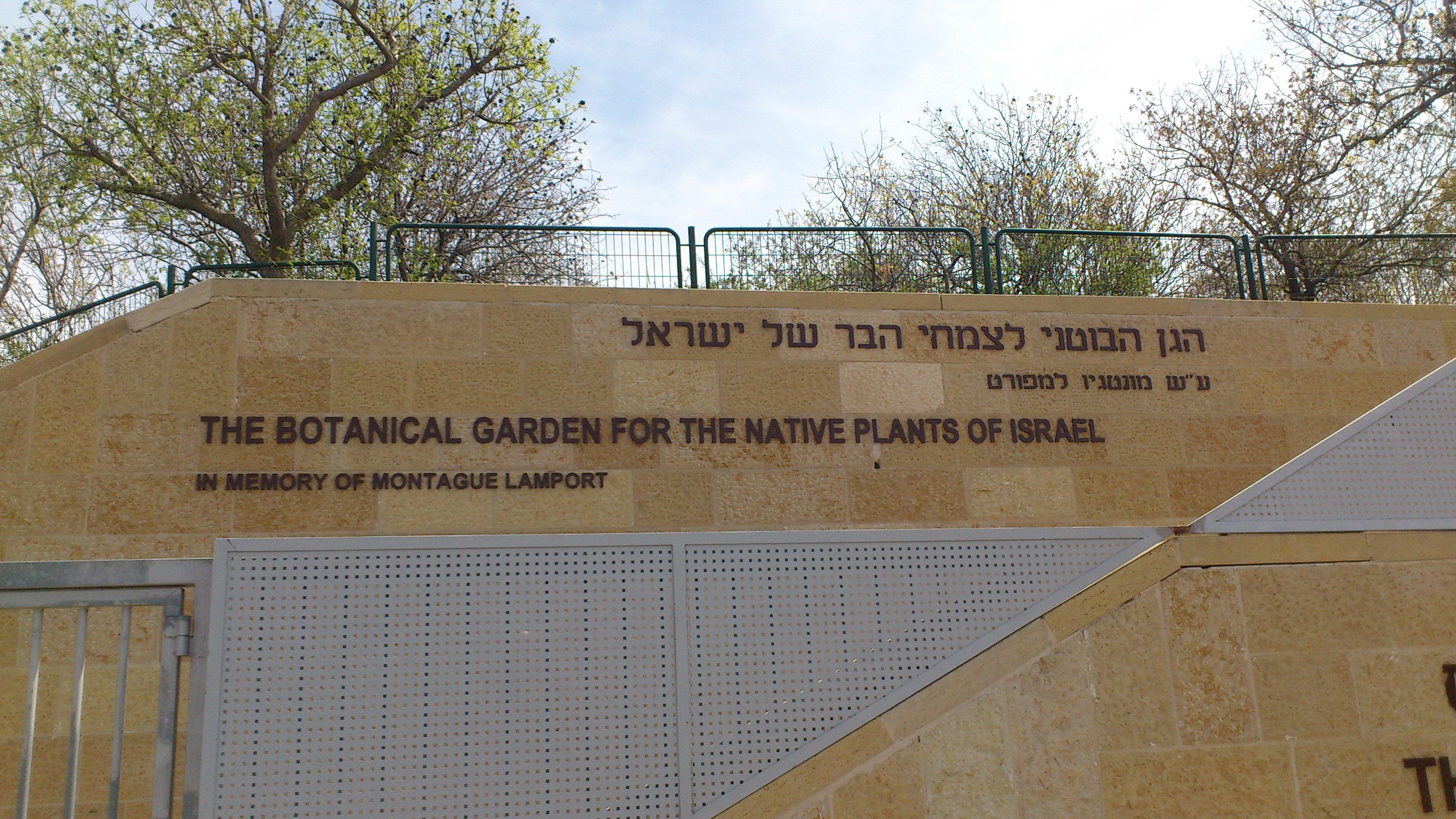
Izrael Národní botanická zahrada

Kampus na hoře Skopus (hebrejsky הר הצופים‎, har ha-Cofim) ve východním Jeruzalémě je domovem fakulty humanitních a společenských věd, právní fakulty, obchodní školy, Rothbergovy mezinárodní školy, Mezinárodního studentského centra Franka Sinatry, Výzkumného institutu Harry S. Trumana, Mandelova institutu židovských studií a nově založené školy veřejné politiky.

### Giv'at Ram
V kampusu Giv'at Ram, pojmenovaném po Edmondu Safrovi, se nalézají vědecké katedry, Židovská národní knihovna nebo synagoga Israela Goldsteina.

Kampus Giv'at Ram
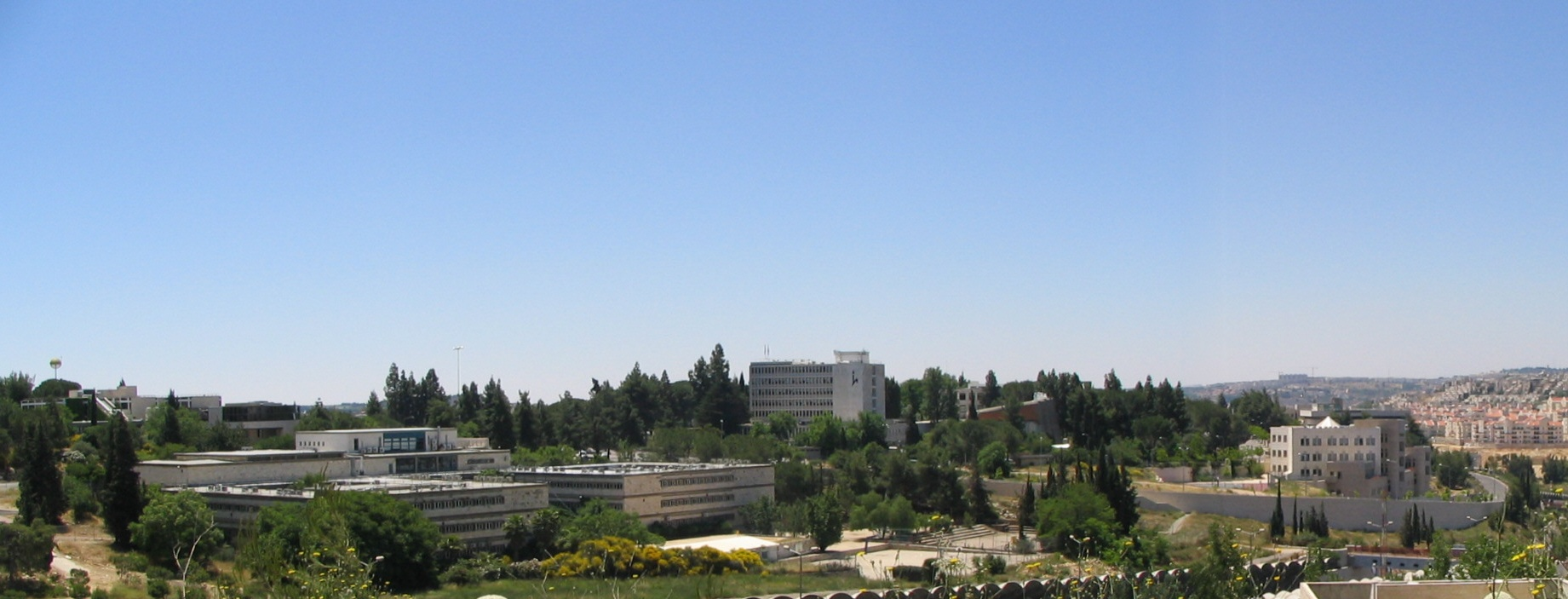
Kampus Giv'at Ram
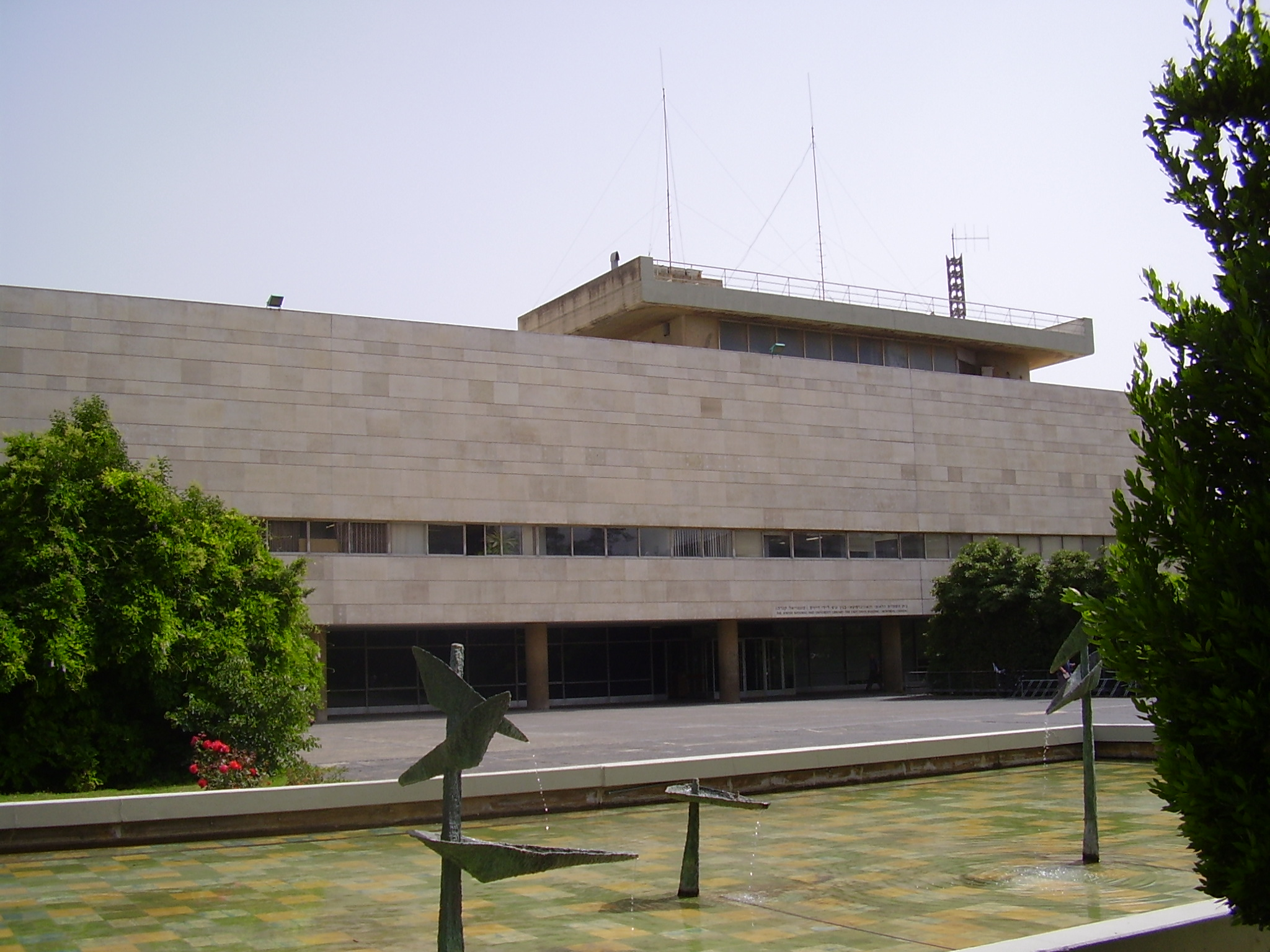
Národní knihovna Izraele
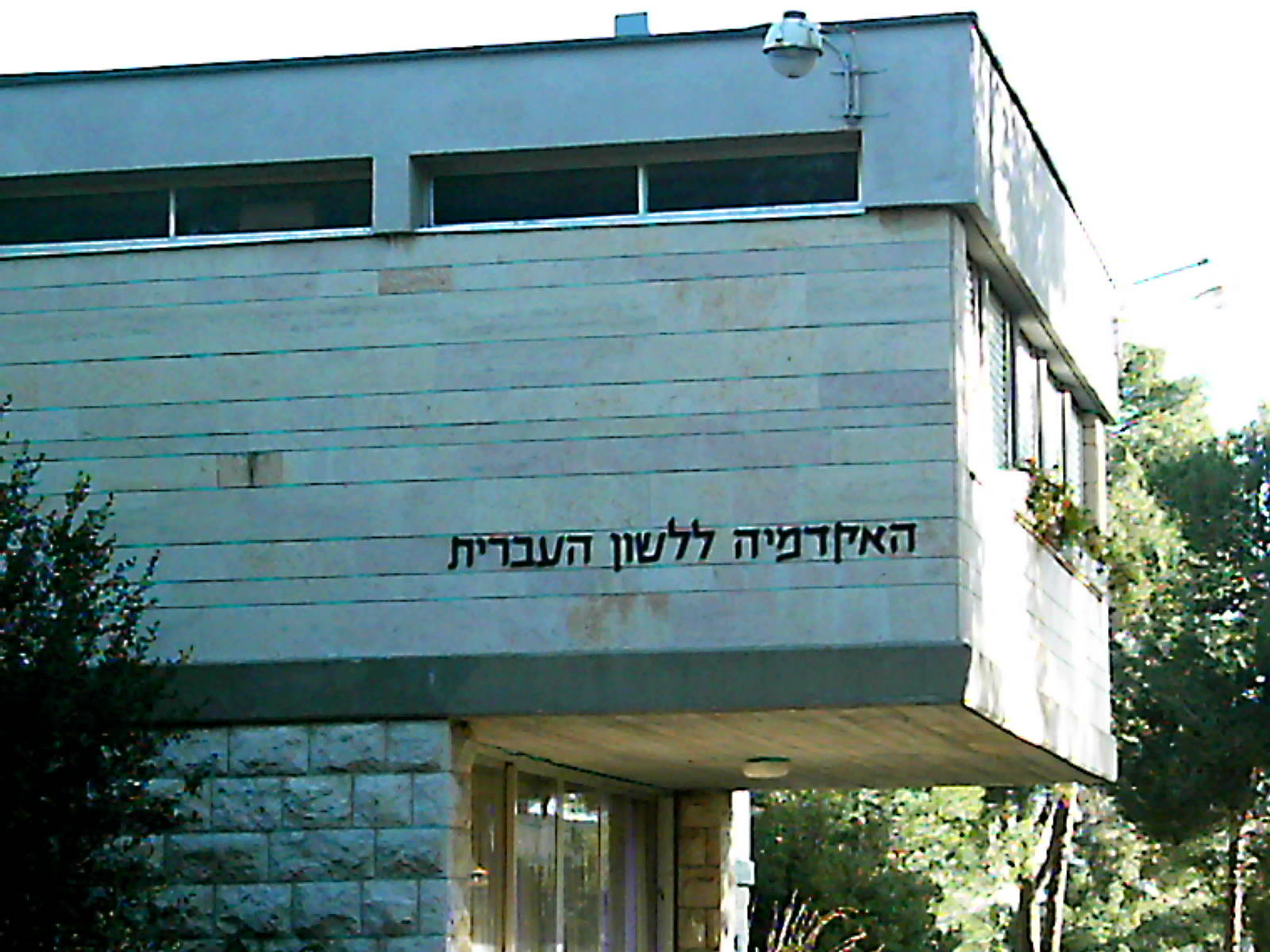
Akademie hebrejského jazyka
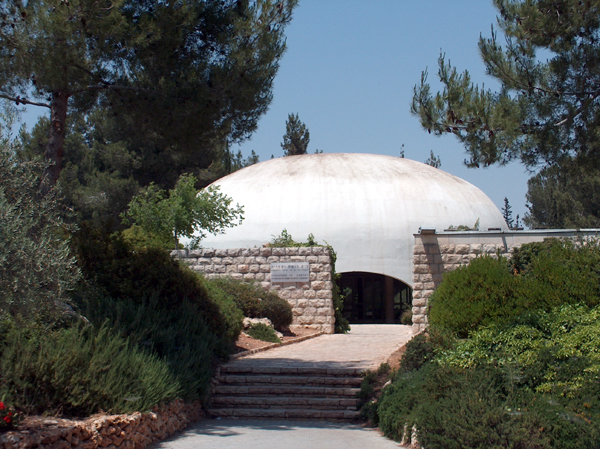
Synagoga Israela Goldsteina

### Ejn Kerem
Kampus Ejn Kerem se nachází ve stejném komplexu jako nemocnice Hadasa Ejn Kerem. Kromě lékařské a zubní katedry se zde nachází i katedra molekulární biologie.

Kampus Ejn Kerem
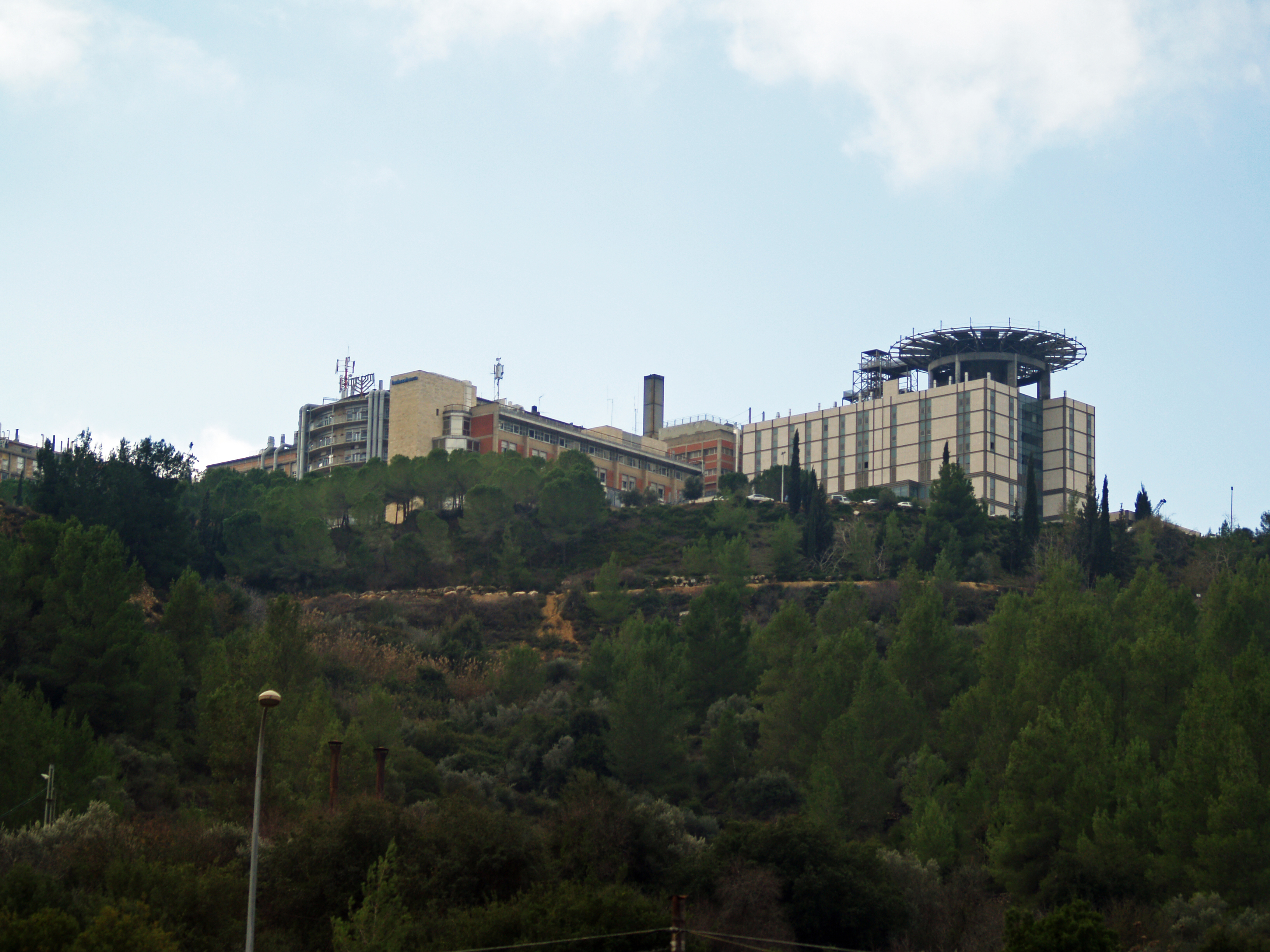
Nemocnice Hadasa – Ejn Kerem
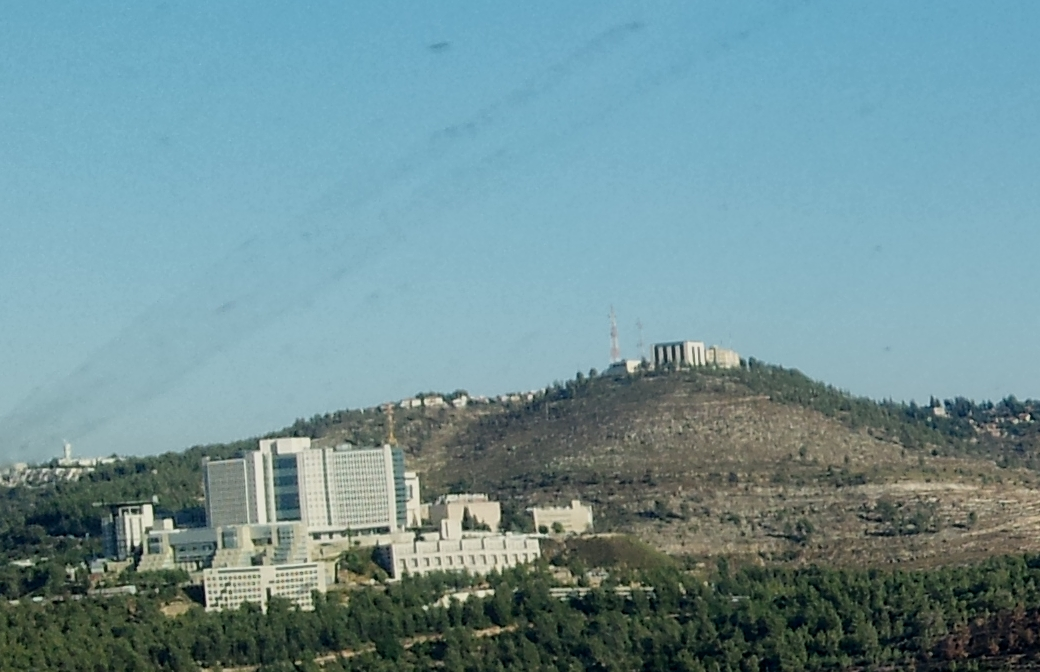
Kampus Ejn Kerem

### Rechovot

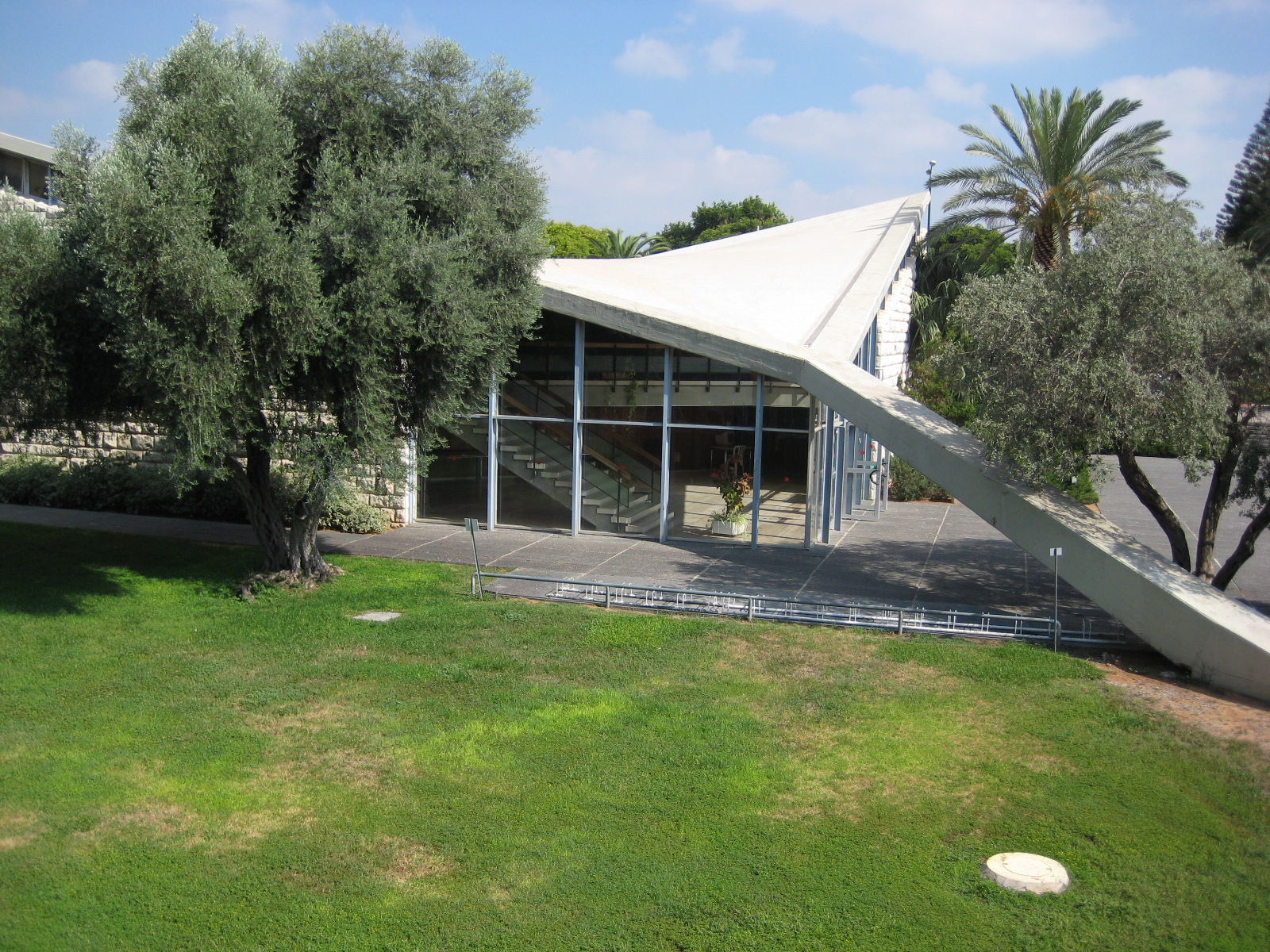
Ariovitchova posluchárna v kampusu v Rechovotu

V Rechovot se nachází zemědělská fakulta a škola veterinární medicíny. Zemědělská fakulta byla založena v roce 1942, zatímco veterinární fakulta v roce 1985. Jedná se o jediné instituce vyššího vzdělávání v Izraeli, jež nabízejí vzdělávací i výzkumné programy v příslušných oblastech.

## Slavní absolventi
V roce 2004 získali tři absolventi univerzity Nobelovu cenu (David Jonathan Gross za fyziku, Aaron Ciechanover a Avram Herško za chemii).
- Izraelští prezidenti: Efrajim Kacir, Jicchak Navon, Moše Kacav
- Izraelští premiéři: Ehud Barak, Ariel Šaron, Ehud Olmert
- Izraelští vicepremiéři: Jigael Jadin
- Členové Knesetu: Colette Avital, Ja'el Dajanová, Dalia Icik, Roman Bronfman, Ahmed Tibi
- Sportovci a umělci: Jochanan Volach, Natalie Portman, Icik Kornfein
- Archeologové: Amihaj Mazar, Ejlat Mazar, Jigael Jadin
- Aktivisté: Elie Jossef
- Novináři: Khaled Abu Toameh
- Spisovatelé: Aharon Appelfeld, Elias Chacour, Ja'el Dajanová, David Grossman, Batya Gur, Šifra Horn, Amos Oz, A. B. Jošua, Amnon Jackont, Amalia Kahana-Carmon, Jošua Kenaz.
- Akademici: Ahron Bregman, Uri Davis, Gerson Goldhaber, Chajim Harari, Jošua Jortner, Alexander Levicki, Efrajim Karš, Asa Kašer, Walter Laqueur, Avišaj Margalit, Dana Olmert, Miri Rubin
- Právníci: Elias Khoury
- Přírodovědci Liselotte Teltscherová